# ゲリー・ラブスカフニ
ゲリー・ラブスカフニ（Gerrie Labschagne、1995年12月5日 - ）は、メジャーリーグラグビー、ヒューストン・セイバーキャッツに所属するラグビー選手。

## プロフィール
- 南アフリカ・スプリングス出身。
- ポジションはウィング(WTB)、フルバック(FB)。
- 身長 195cm、体重 101kg
- ニックネームはゲリー、スカックス。

## 略歴
ダイアンカー高校卒業後、ゴールデンライオンズ、プーマスを経て、2018年、ヤマハ発動機ジュビロ(現・静岡ブルーレヴズ)に加入。同年9月1日に行われたジャパンラグビートップリーグ第1節のコカ・コーラレッドスパークス戦にて先発出場で日本での公式戦初出場を果たす。
2020年、現役を引退した。
2021年、プーマスで現役復帰して翌2022年、ヒューストン・セイバーキャッツに加入。